# Río Valvanera (afluente del Tormes)

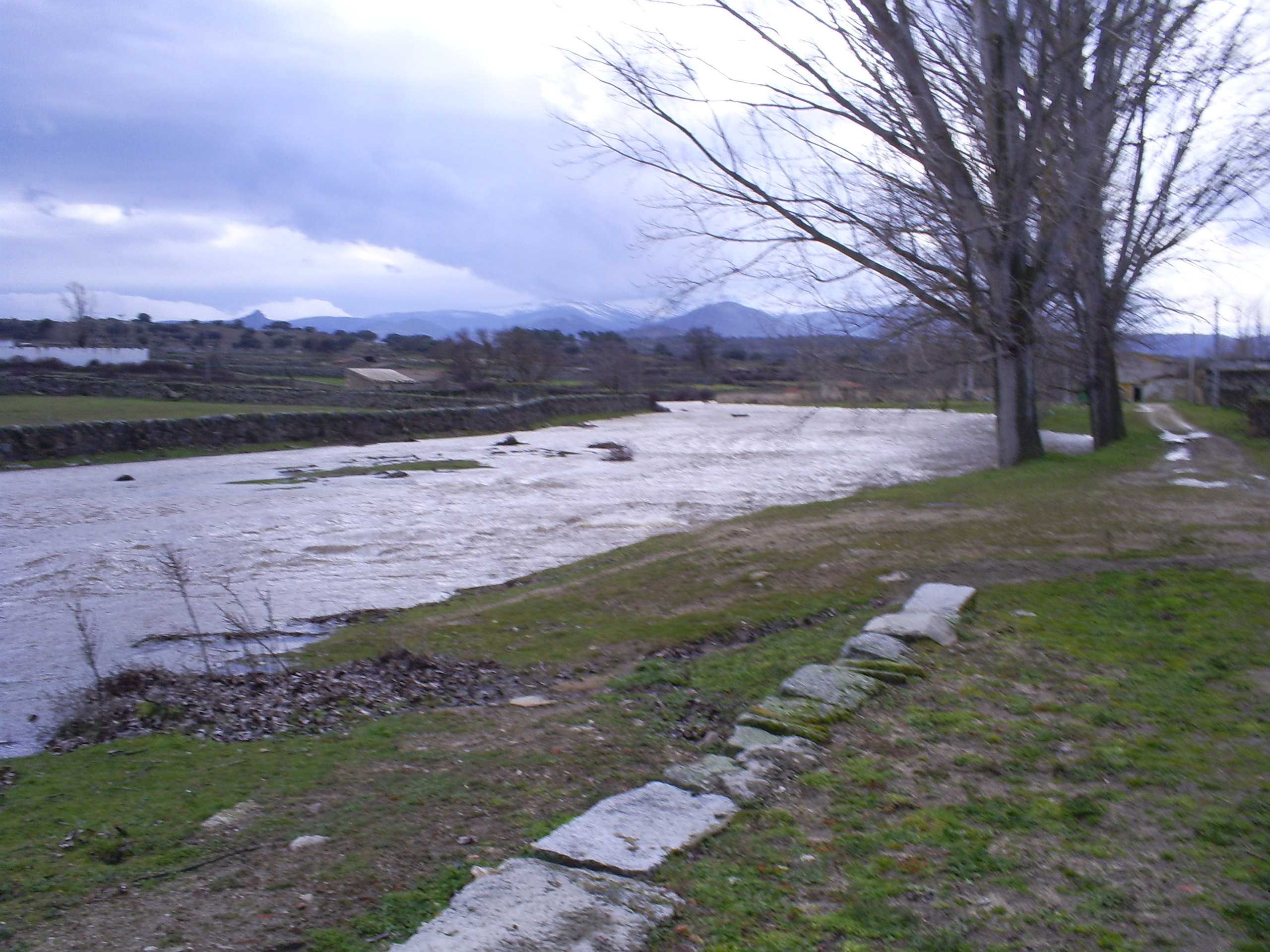
Río Valvanera a su paso por Santibáñez de Béjar

El río Valvanera o río Mataviejas es un río español, de la provincia de Salamanca y parte de la provincia de Ávila. Es afluente del río Tormes, que es a su vez tributario del Duero.

## Cauce
Nace en el macizo de la Hoya (Salamanca), dentro del término municipal de Vallejera de Riofrío, a unos 1206 metros de altitud, muy cerca del Puerto de Vallejera, y desemboca en el río Tormes a 885 metros de altitud. Su desnivel es de 321 metros de altura. Desde su nacimiento hasta su desembocadura hay unos 20,1 kilómetros. Pasa por la localidad de Santibáñez de Béjar y muy cerca de la población de Sorihuela.

### Desbordes
El río Valvanera se desbordó en agosto de 1988, a causa de una gran tormenta de verano, habitual por estas tierras, inundando las casas colindantes al río. Otra crecida se produjo en marzo de 2010, en el término municipal de Santibáñez de Béjar. Es probable que la mayor crecida del río se produjera el 26 de enero de 1626, en la llamada Riada de San Policarpo. Este fenómeno consistió en el excesivo aumento del caudal de los afluentes del Tormes (incluido el río Valvanera) que produjo en consecuencia un gran desbordamiento del Tormes que a su paso por Salamanca dejó un centenar de muertos y la mitad de la ciudad inundada. 

### Caudal y cuenca
El caudal del río es de régimen irregular, como casi todos los de la provincia. Es caudaloso en invierno y poco caudaloso en verano o incluso se llega a secar, sólo llega a haber agua en algún pequeño caozo.
El río Valvanera también tiene una pequeña cuenca que barre toda el agua de la serranía de Neila de San Miguel, del Cerro del Berrueco, de la serranía de Fresnedoso, de la Piquera, del Risco y también de Cabeza Búha. Su cuenca tiene unos 50 kilómetros cuadrados.

## Usos
El río tiene varios usos, como el uso del ganado, cabras, ovejas, vacas y burros. También para la agricultura, ya que en verano hay muchas cosechas. También tiene otro uso, el uso turístico, ya que en el municipio de Santibáñez de Béjar se encuentra el paseo fluvial del río Valvanera o Mataviejas, que es el nombre que tenía el río hacía varias décadas. Tiene unos 650 m de longitud y bordea el entorno del río a las afueras del municipio, a una altitud de 911 m. Va desde el Pantano del Valvanera hasta el puente o llamado en el pueblo la puentecilla.
En algún punto del río se produce la llamada eutrofización.

## Afluentes
Este río tiene varios afluentes, el arroyo de la Higuollada, de Navaquemada, Fuente del caño, Viñas, Arroyo del Villar y el Ochabo. De ellos, el más importante es el arroyo del Villar, que nace en la localidad de Medinilla, a 1141 metros de altitud y desemboca en el río Valvanera cerca de Santibáñez de Béjar.
- Regato de la Higuollada
- Arroyo de Navaquemada
- Arroyo de la Fuente del Caño
- Riachuelo de las Viñas
- Arroyo del Villar
- Arroyo del Ochabo
- Regato de Hollalpino
- Arroyo de la Cerilla